# Лемсіа
Лемсіа (груз. ლემსია) — село в Грузії.
За даними перепису населення 2014 року в селі проживає 139 осіб.